# Раанана
Раанана́ (ивр. רעננה‎) — город в Южном Шароне в Израиле, в 19 км от Тель-Авива. В городе преобладает еврейское население, это репатрианты из США, Великобритании, Франции, Южной Африки, СНГ и др.

## История
История Раананы началась с 1912 года основанием «Ахуза Алеф — Нью-Йорк», американской компании, занимающейся еврейским поселенчеством на Земле Израиля. Цель компании заключалась том, чтобы купить землю в Палестине и основать там поселение.
Первая мировая война временно приостановила планы компании, и только в 1922 году компании удалось основать поселение.
2 апреля 1922 года 2 фургона с четырьмя членами Ахузы, тремя рабочими и двумя вооружёнными охранниками выехали из Тель-Авива. После пятичасового путешествия они достигли места основания поселения и поставили там первую палатку.
В первые дни поселение получило название «Раанания», его придумали сами поселенцы, выходцы из США. Арабские соседи поселения называли его «Америкайя», поскольку все жители поселения говорили на английском языке. Позже поселенцы выбрали еврейскую версию названия, «Раанана», что означает «бодрость», «свежесть».
С 1922 года мэрами Раананы являлись: Барух Островски, Михаэль Пасвэйг, Ицхак Школьник, Биньямин Вольфувич, Зеэв Бельски, Нахум Хофри.

## Население
По данным Центрального статистического бюро Израиля, население на начало 2020 года составляло 75 421 человек.
Среднемесячная заработная плата работника в течение 2019 года составила 12 299 шекелей (в среднем по стране: 9745 шекелей).

## Раанана сегодня
Город Раанана привлекает много репатриантов из англоговорящих стран, таких как США, Великобритания и ЮАР. Также в городе растёт количество репатриантов из Франции.
Для улучшения экологической обстановки муниципалитет Раананы ввел запрет на предприятия тяжёлой промышленности в черте города. Муниципалитет также объявил ежегодное цветочное соревнование, и благодаря этому все газоны в городе круглый год покрыты цветами.

## Промышленность и бизнес
Северная часть города является развитой промышленной зоной. Там расположены торговый центр «Рананим»; супермаркеты и магазины; фирмы хайтека, занимающиеся разработкой программного обеспечения. Одна из наиболее известных фирм — это Hewlett-Packard. Также в промзоне Раананы имеется филиал фирмы SAP — крупнейшего европейского разработчика программного обеспечения, офис компании NVIDIA — лидера в производстве графических и сетевых ускорителей вычислений, а также производитель полупроводниковых приборов Texas Instruments. Кроме того, здесь находится R&D-центр крупнейшего в мире разработчика дистрибутива Linux: Red Hat.
В восточной части расположены офисы таких известных фирм хайтека, как телекоммуникационная фирма Amdocs (главный офис); офис фирмы NICE Systems, разразрабатывающей системы безопасности; а также офис всемирно известной фирмы Microsoft.
Улица Ахуза, пересекающая город с запада на восток, является центральной улицей города. На ней расположены различные магазины, кафе и рестораны. На этой же улице расположен муниципалитет Раананы.

## Образование
В городе имеется 12 начальных школ, 10 школ для старших классов и 8 средних школ.
Также в городе имеются несколько колледжей, школы для одарённых студентов и центр подготовки для людей с различными нарушениями (например, для страдающих аутизмом).

## Спорт
В Раанане развиваются различные виды спорта. Проводятся соревнования по настольному теннису, нетболу, сквошу, бейсболу, Лоун Боулзу.
В 2022 году в городе проходили соревнования Маккабиады 2022.
Из спортивных объектов можно выделить Зал Метро-Вест Раанана, Мемориальное поле Эзры Шварца, Раанана Боулз-клуб, Сквош-центр Раанана,
спортзал средней школы Авив.

## Города-побратимы

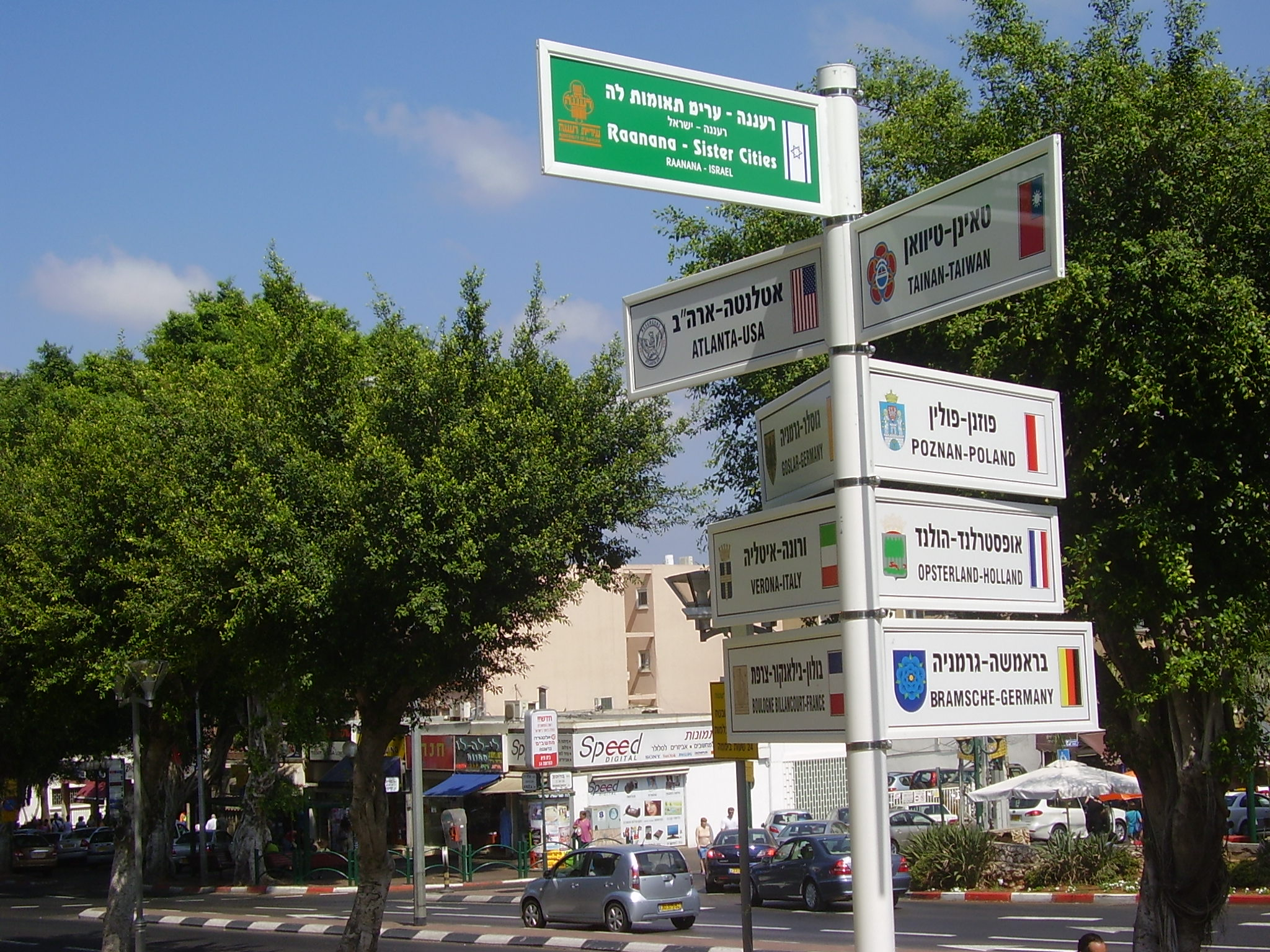
Знак с упоминанием городов-побратимов Раананы

Ниже приведён список городов-побратимов Раананы согласно официальному сайту города:
- Опстерланд, Нидерланды (1963)
- Брамше, Германия (1978)
- Булонь-Бийанкур, Франция (1994)
- Верона, Италия (1998)
- Тайнань, Тайвань (1999)
- Атланта, США (2001)
- Гослар, Германия (2006)
- Познань, Польша (2010)

## Галерея

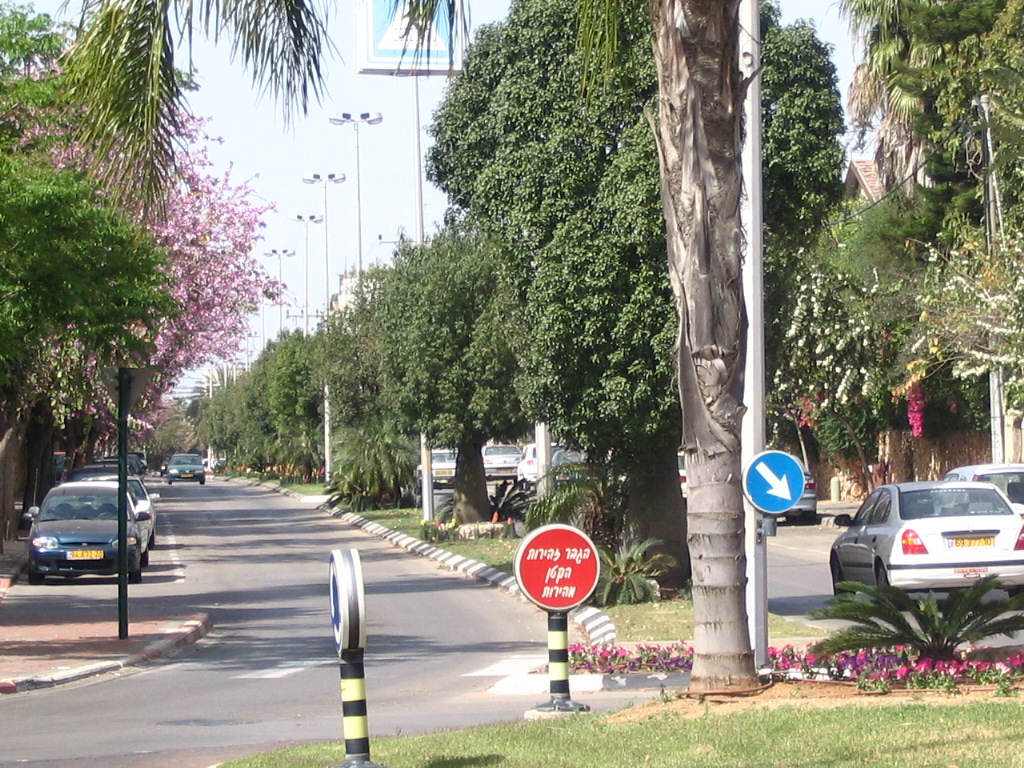
Цветущая улица Раананы
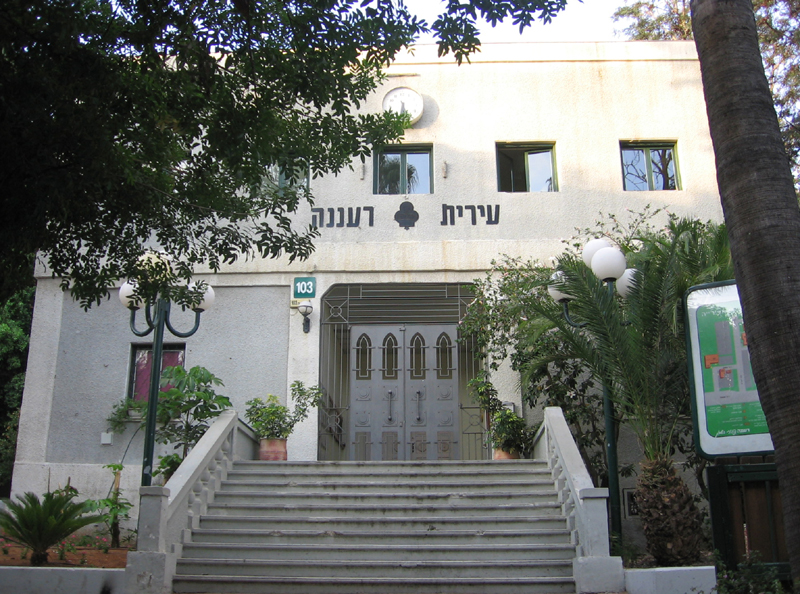
Здание муниципалитета Раананы
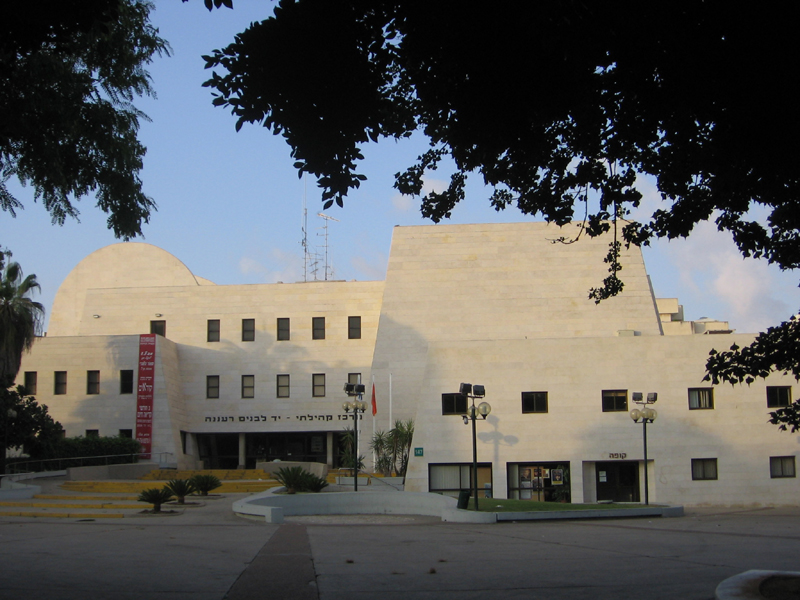
Концертный зал
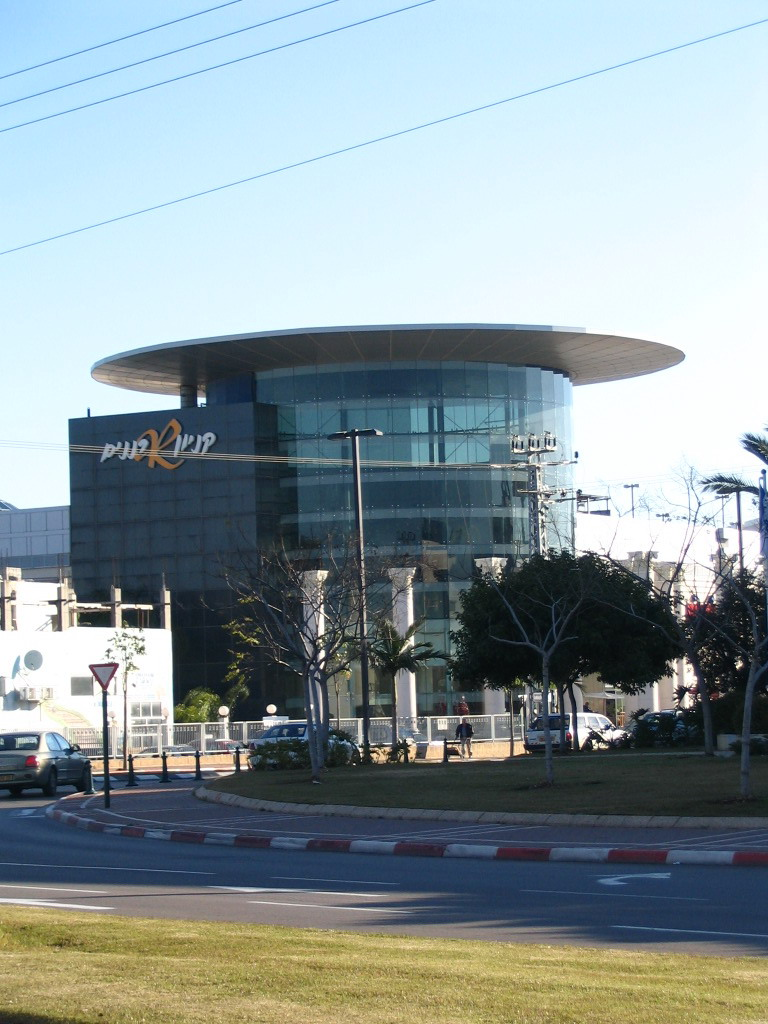
Торговый центр Рананим в промзоне Раананы
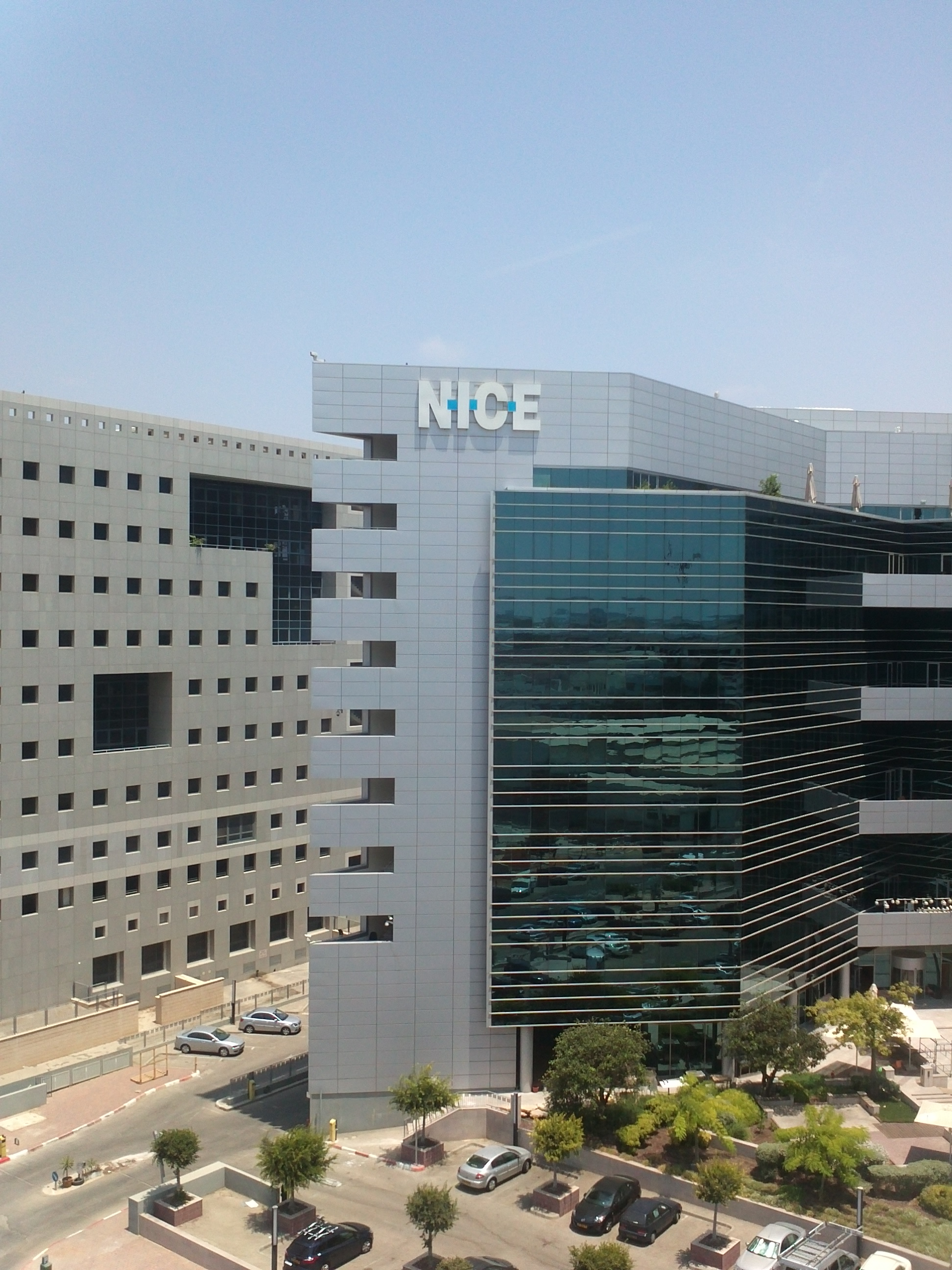
Здание Nice Systems в промзоне Раананы
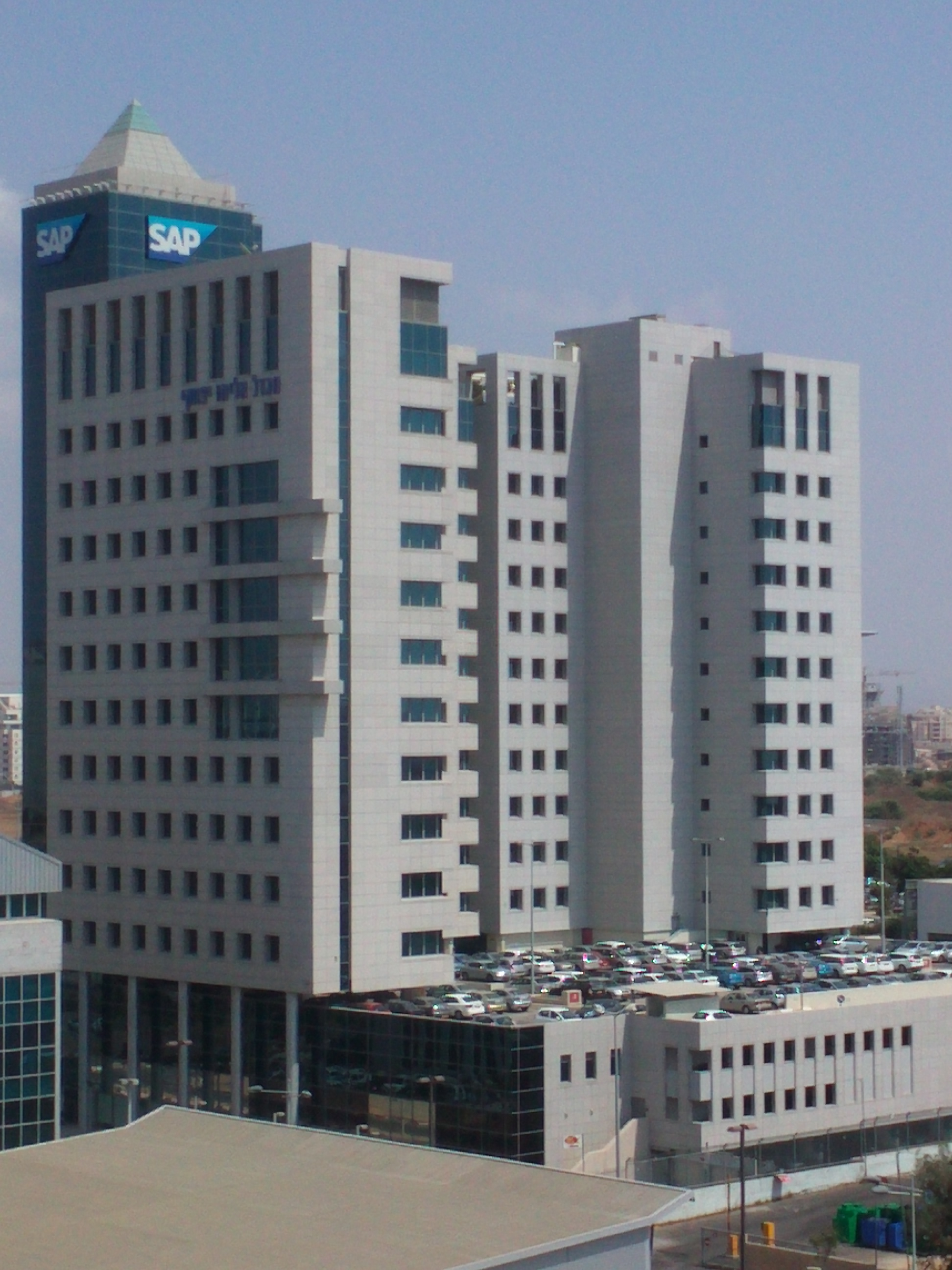
Здание SAP в промзоне Раананы
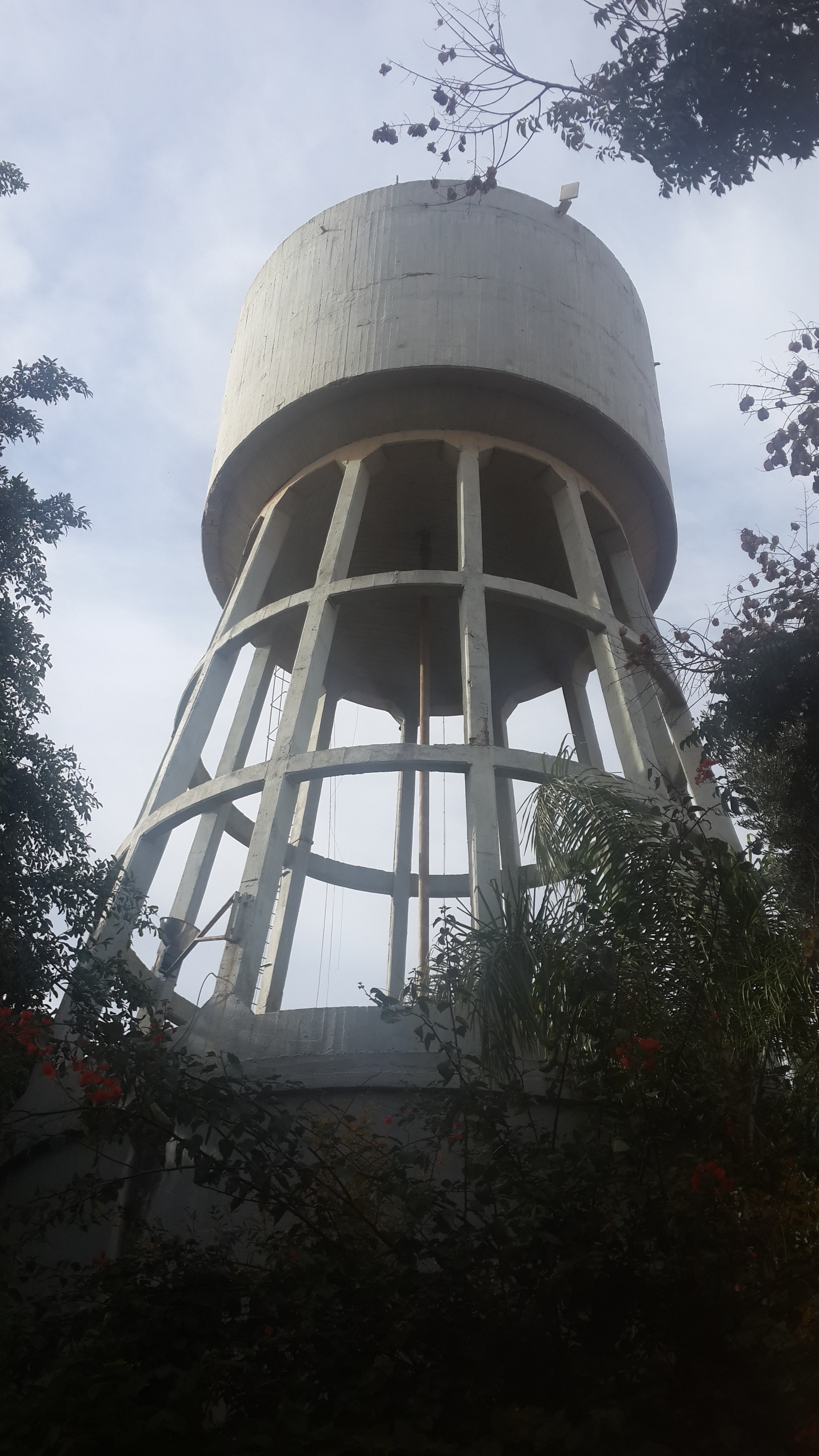
Водонапорная башня в Раанане
Лого хоккейного клуба Хитмен
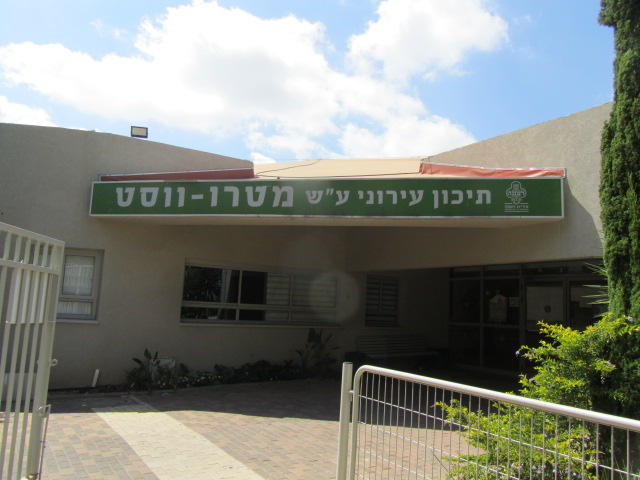
Средняя школа Метро-Вест
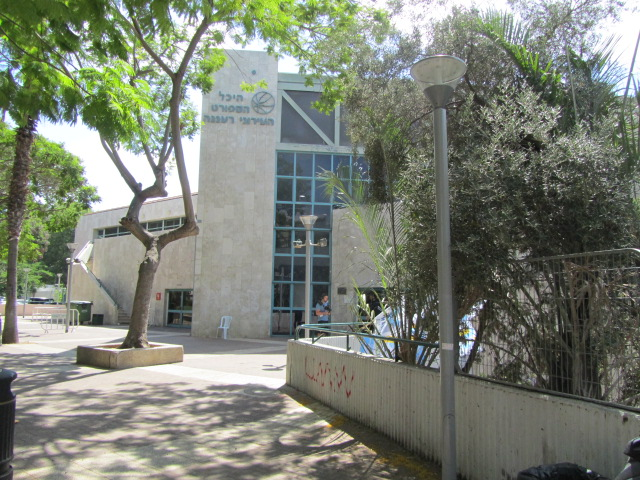
Зал Метро-Вест Раанана